# Terma Bania
Die Terma Bania, zuvor Terma Białka genannt, ist ein seit dem Jahr 2006 geplantes und im Jahr 2011 eröffnetes Thermalbad in Białka Tatrzańska am Fuße der polnischen Hohen Tatra in der Region Podhale in der Woiwodschaft Kleinpolen, dem Powiat Tatrzański und der Gemeinde Bukowina Tatrzańska. Es liegt ca. 15 km nordöstlich vom Stadtzentrum von Zakopane unweit der Schnellstraße DK49.

## Beschreibung

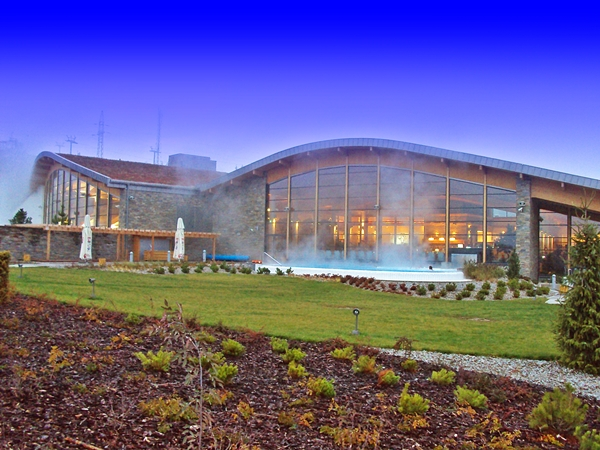
Haupthalle

Die Region Podhale am Fuße der Tatra ist reich an Thermalquellen. Hier ist das Vorkommen von Thermalquellen am dichtesten in Polen und mit am dichtesten in Europa. Die unterirdischen Thermalgewässer reichen von Podhale bis in die Slowakei und nach Budapest in Ungarn. Die Nutzung der Thermalquellen in Polen hat jedoch erst am Anfang des 21. Jahrhunderts begonnen. Die Terma Bania ist eine der vielen Thermen, die in den letzten Jahren in Podhale entstanden sind.
Das mineralhaltige Thermalwasser wird aus einem 2500 m² tiefen Bohrloch gefördert. Das geförderte Thermalwasser ist 72 °C warm. Die Wassertemperatur in den Terma Bania schwankt je nach Becken zwischen 34 und 38 °C. Es wird aufgrund seines Mineralgehalts (Potassium, Kalk, Kieselerde, Schwefel, Magnesium und Eisen) zu medizinischen Zwecken genutzt.
Das Thermalbad hat einen lauten und einen stillen Bereich mit insgesamt sieben Becken, mehrere Wasserrutschen (jeweils ca. 300 m lang), Wassermassagen sowie sechs Saunen. Zum Thermalbad gehören auch das Luxushotel Hotel Bania und das Skigebiet Bania.